# Pio Héliodore Laporte
Pio Héliodore Laporte (né le 1er septembre 1878 à Verchères et mort le 29 juillet 1939 à
Saint-Basile) est un médecin et un homme politique canadien.

## Biographie

### Origines
Pio Héliodore Laporte naît le 1ier septembre 1877(selon l'acte de décès) à Verchères, au Québec. Ses parents son Jean-Baptiste Laporte et Arthémise Lenoblet, mariés à Contrecœur.
Son père, le médecin Jean-Baptiste Laporte, naît le 10 février 1840 à Lanoraie et meurt le 6 mai 1928 à Verchères. Ses parents son Charles Laporte (5 décembre 1793, Lanoraie - 12 juin 1880, Lanoraie) et Marguerite Lacombe (14 juillet 1794, Lanoraie - morte en date inconnue), mariés le 30 janvier 1815 à Lanoraie.
Sa mère est Arthémise Lenoblet. Elle est née de parents inconnus le 17 juin 1850 à Lanoraie et meurt le 27 novembre 1934 à Maisonneuve, maintenant un quartier de Montréal.
Pio Héliodore Laporte a 6 frères et 6 sœurs: Anna Maria (1879-1968), Blanche (1876-1965), Blandine (1887-1919), Démétrie (1884-?), Fernando (1896-?), Gabrielle (1889-1899), Henri (1888-1905), Marius (1886-?), Paul Carmel (1885-1973), Roméo (1883-?), Sidney (1881-1966) et Yvonne Bernadette (1877-?).
Il épouse Émilienne Hervieux le 7 juin 1901 et le couple a trois enfants..

### Éducation
Il étudie au Collège l'Assomption, à l'Université Laval et à l'École des Médecins de Paris.

### Carrière politique
Il est maire d'Edmundston et président de la commission scolaire. Membre du Parti libéral, Pio Héliodore Laporte est élu député de Madawaska à l'Assemblée législative du Nouveau-Brunswick en 1935 et reste à ce poste jusqu'en 1939. Il est ministre de la Santé et du Travail de 1938 à son décès en 1939.

### Engagement communautaire
Il est membre des Chevaliers de Colomb.